# 呼和少布
呼和少布（1955年—），吉林前郭人，蒙古族，中华人民共和国政治人物、第十一届全国人民代表大会吉林地区代表。
毕业于郑州粮食学院经济管理专业，是中共党员。担任前郭县委副书记、县政府县长。2008年起担任全国人大代表。